# Fontaines-lavoirs de Ruhans
Les fontaines-lavoirs de Ruhans sont un ensemble de trois lavoirs situés sur la commune française de Ruhans (région Bourgogne-Franche-Comté).

## Description
La fontaine du centre du village est composée de deux bassins de lavoir et d'un abreuvoir avec pile de jet au centre. Elle est aménagée au rez-de-chaussée d'une maison possédée par la commune, juste à côté de la mairie.
La fontaine du hameau de Millaudon est alimentée par le ruisseau La Quenoche. L'édifice, couvert de tuiles, abrite un lavoir et sa façade sud est ouverte par quatre piliers. Un abreuvoir extérieur en pierre reçoit le trop plein d'eau.
Composé d'un lavoir couvert et d'un abreuvoir en pierre, la fontaine du hameau de La Villedieu-Les-Quenoche possède une façade également ouverte par deux colonnes de fonte.

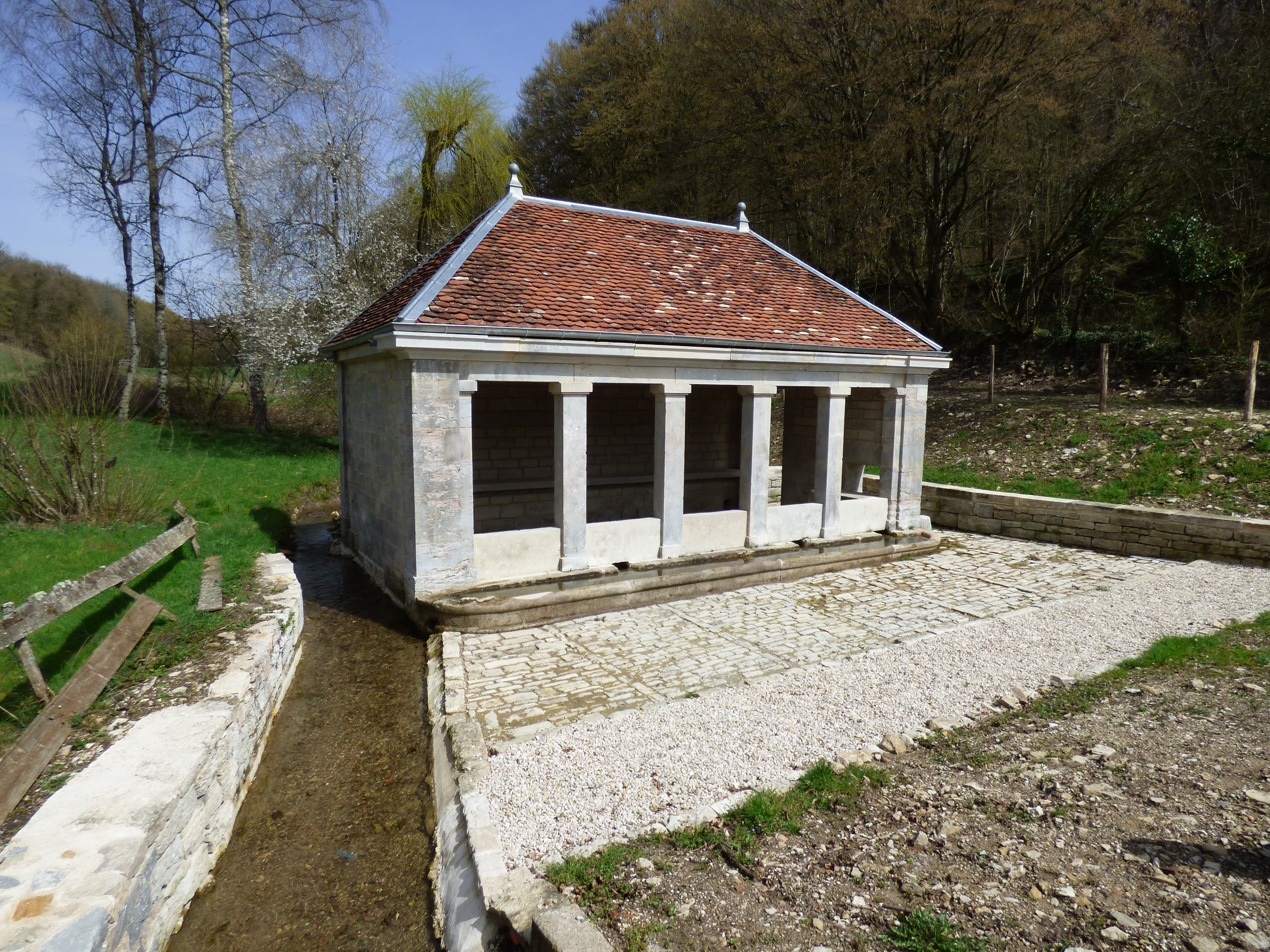
Le Lavoir de Millaudon.

## Localisation
L'ensemble est située sur la commune de Ruhans, dans le département de la Haute-Saône. La fontaine du centre est située juste à côté de la mairie de Ruhans. La fontaine de Millaudon est située dans le hameau du même nom, à l'emplacement où le ruisseau La Quenoche coupe la route départementale. La fontaine de La Villedieu-Les-Quenoche est située à l'entrée du hameau du même nom.

## Historique

### La fontaine de Ruhans
N'ayant pas de puits à leur disposition, les habitants de Ruhans ont longtemps souffert d'un manque d'eau. C'est en 1831 que l'architecte Ridoux construisit des citernes pour collecter les eaux pluviales, citernes que les architectes vésuliens Charles Lebeuffe et Adrien Renahy surélevèrent pour faciliter le puisage en 1843. Le bâtiment tel qu'on le connait, n'a été construit qu'en 1864 par l'architecte Servas d'Anchenoncourt, alimenté par une source non loin de là, sur le territoire de Quenoche.

### La fontaine de Millaudon
Plusieurs projets de fontaines se sont succédé mais n'ont jamais eu d'exécution. À en croire le rapport des architectes Lebeuffe et Renahy, il n'y avait qu'un petit étang à l'emplacement actuel du lavoir. Celui-ci fut édifié en 1844 avec des pierres de taille du Magnoray ou de La Malachère.

### La fontaine de La Villeudieu-Les-Quenoche
Le lavoir couvert, de plan rectangulaire dû à Renahy, a remplacé en 1858 des bassins circulaires édifiés 25 ans plus tôt. Il a été construit avec les pierres de taille d'Andelarrot et de La Malachère, tandis que l'abreuvoir l'a été avec des pierres de sable de Granges-le-Bourg ou Châtillon-sur-Saône.

## Galerie de photographies

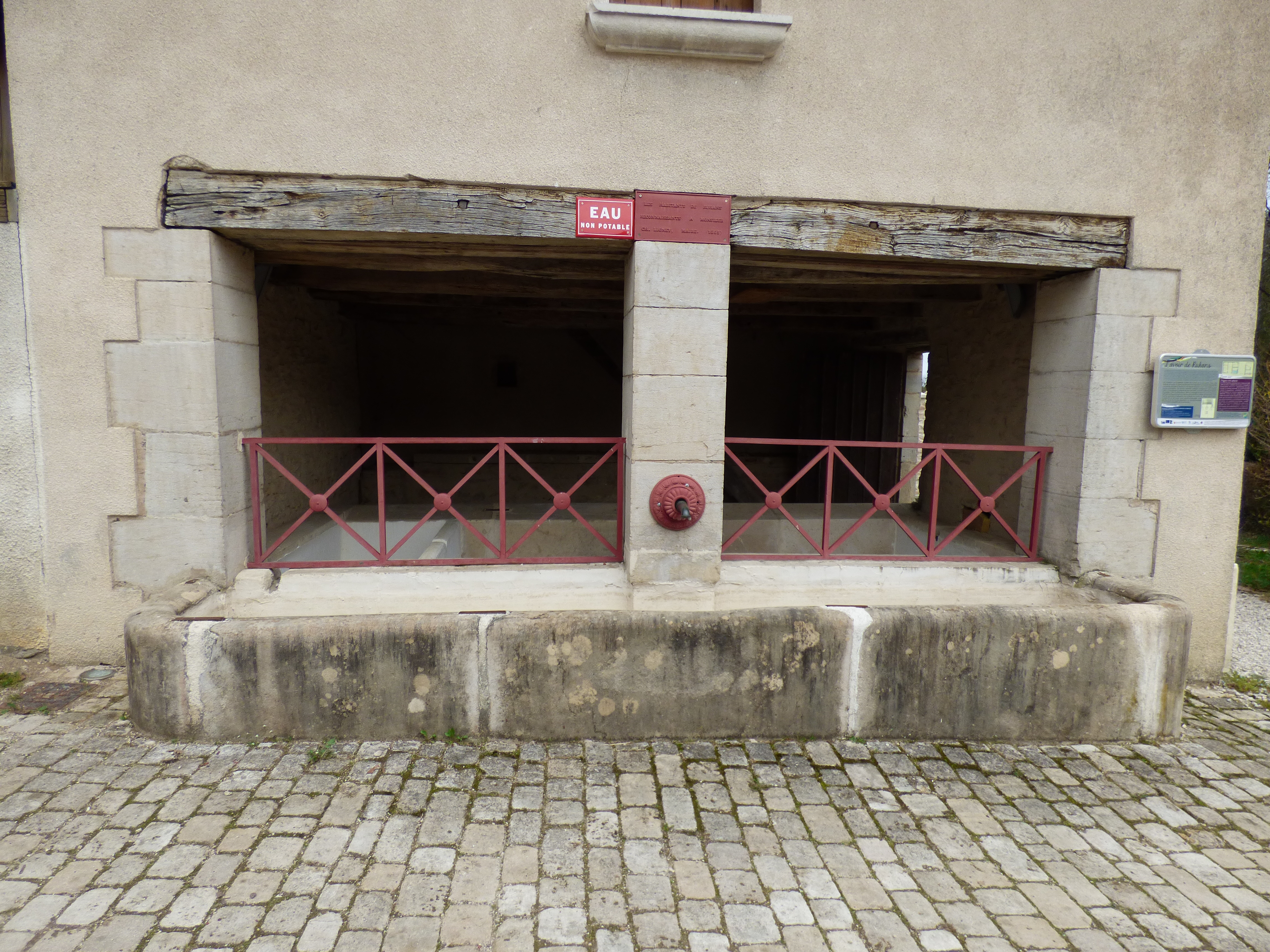
Fontaine-lavoir de Ruhans.
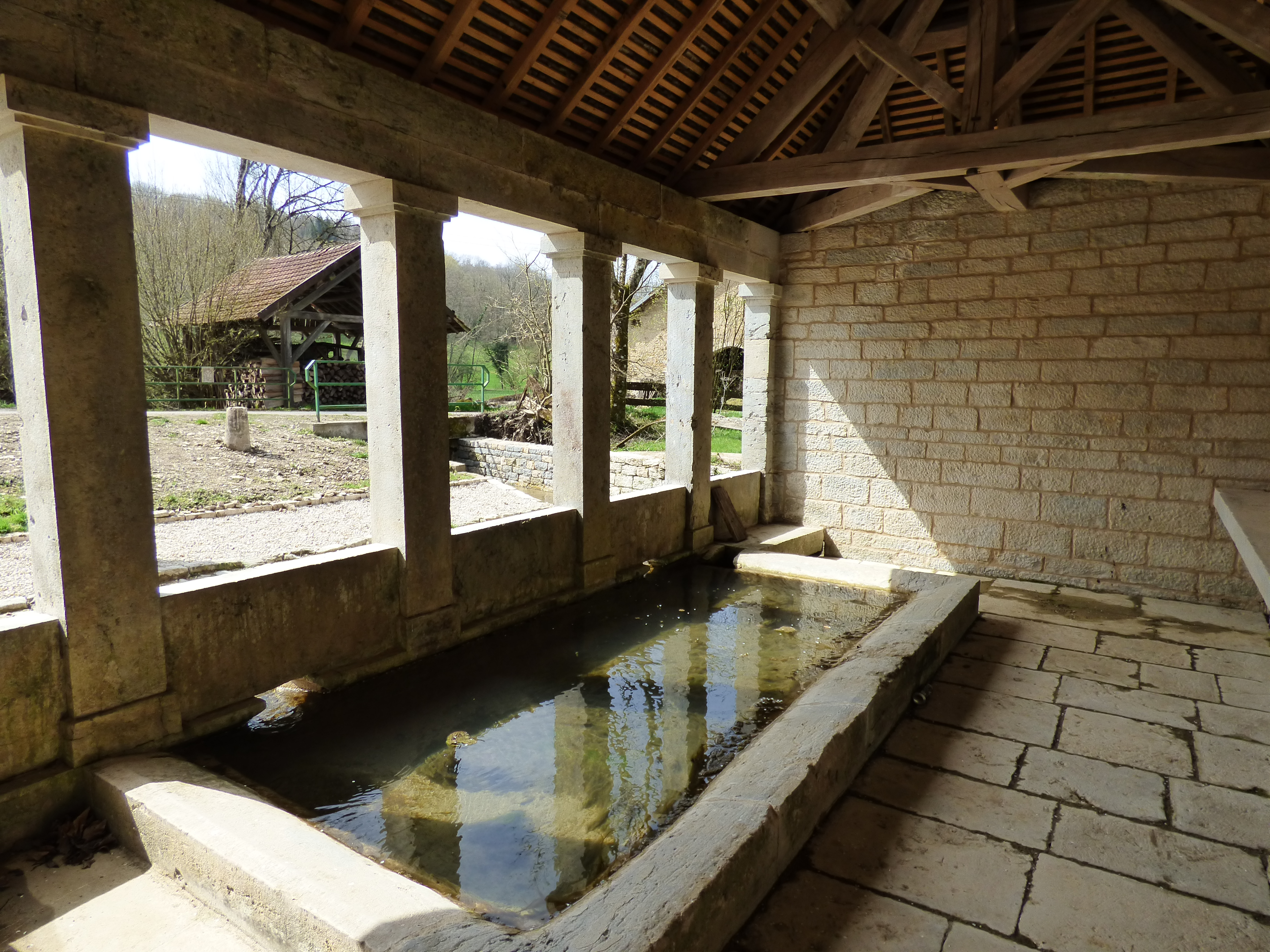
Lavoir de Millaudon (intérieur).